# Creutzwald
Creutzwald (Duits: Kreuzwald ) is een gemeente in het Franse departement Moselle (regio Grand Est). Creutzwald telde op 1 januari 2022 12.389 inwoners.
De gemeente tot 22 maart 2015 was onderdeel van het kanton Bouzonville in het arrondissement Boulay-Moselle. De gemeente werd op die dag overgeheveld naar het kanton Boulay-Moselle en het arrondissement fuseerde met het arrondissement Forbach tot het huidige arrondissement Forbach-Boulay-Moselle.

## Geografie
De oppervlakte van Creutzwald bedroeg op 1 januari 2022 26,72 vierkante kilometer; de bevolkingsdichtheid was toen 463,7 inwoners per km².

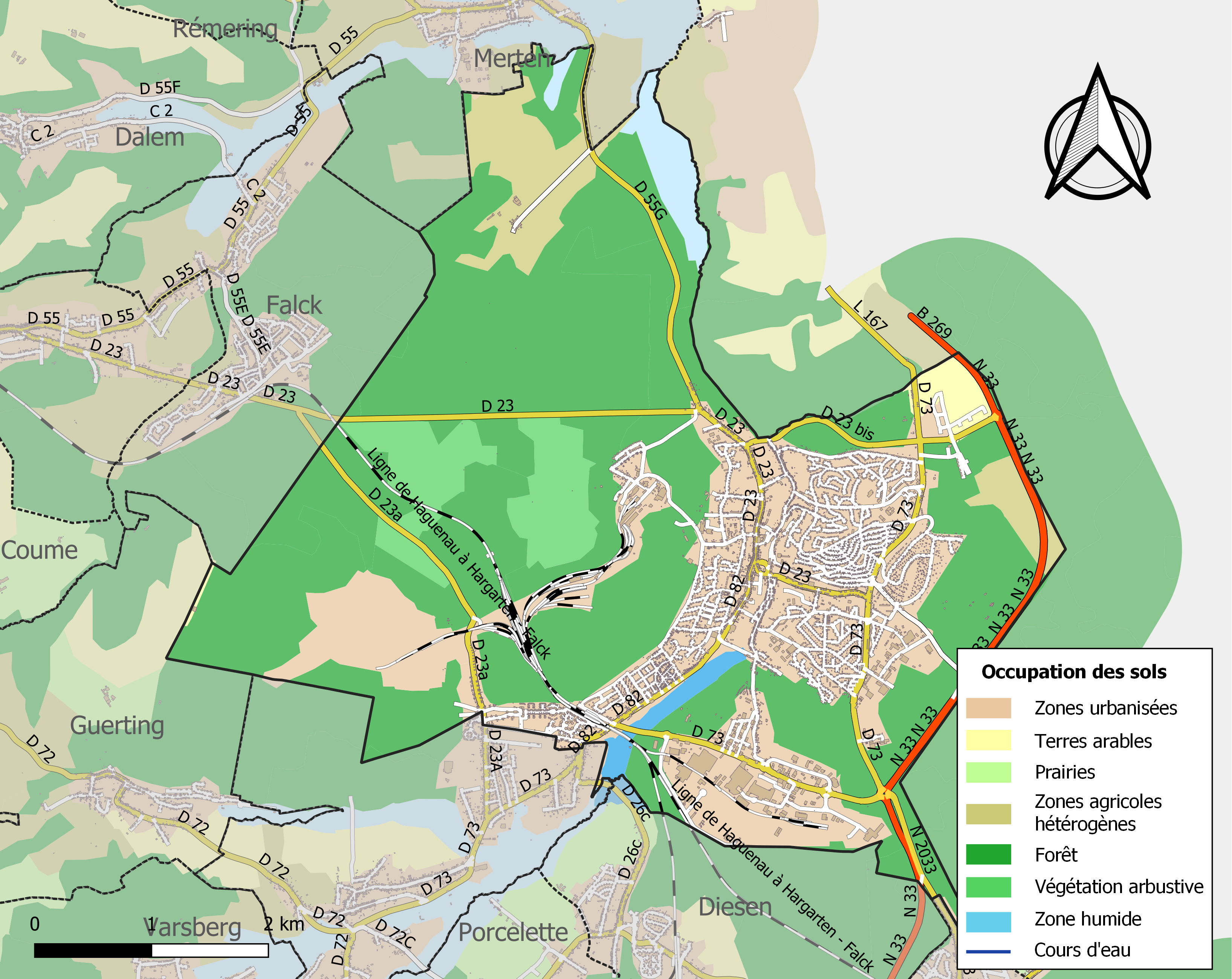
Kaart van de gemeente met de belangrijkste infrastructuur, bodemgebruik en omliggende gemeenten

## Demografie
Onderstaande figuur toont het verloop van het inwonertal (bron: INSEE-tellingen).

Bannay · Bettange · Bionville-sur-Nied · Bisten-en-Lorraine · Boulay-Moselle · Brouck · Condé-Northen · Coume · Creutzwald · Denting · Éblange · Gomelange · Guerting · Guinkirchen · Ham-sous-Varsberg · Helstroff · Hinckange · Mégange · Momerstroff · Narbéfontaine · Niedervisse · Obervisse · Ottonville · Piblange · Roupeldange · Téterchen · Valmunster · Varize · Varsberg · Velving · Volmerange-lès-Boulay